# Porretas
Porretas es un grupo de rock con toques punks procedente del barrio de Hortaleza en Madrid (España). Sus canciones tratan de temas muy diversos, suelen estar relacionadas con su mundo más cercano como son los bares, la cerveza, los porros o el fútbol. Tocan un rock muy directo y sencillo, y no suelen tratar temas personales.

## Historia
Dos primos, Rober y "Pajarillo", comenzaron a tocar en el año 1985 pero no fueron conocidos hasta principios de los 90, tras ganar un certamen con una recopilación de grupos de su barrio, fue entonces cuando se unieron "El Bode" y Luis para formar el, hasta ahora, inseparable grupo.
Adquirieron formas y estilos de sus grupos favoritos de la época como Barón Rojo, Leño o La Polla Records. Tras hacer de teloneros en varios conciertos se estrenan, en 1991, con "Que se vayan hacer puñetas" disco que no vende mucho pero deja entrever un estilo propio. En este trabajo y en "Si nos dejáis" (grabado en tan solo 15 días) están más latentes los dejes punks que, posteriormente, irán perdiendo.
En 1993, para la grabación de su tercer disco "Última generación", fichan por RCA lo cual les coloca en un puesto privilegiado dentro de los nuevos grupos de rock español. Aún con puntos de vista distintos entre compañía y grupo sacan en 1995 "No tenemos solución", disco producido por Rosendo que lleva a vender 10 000 copias sin apenas promoción.
Tras la ruptura con la multinacional, pasarán dos años hasta que vuelvan a grabar y será con un sello discográfico (Edel) sin tantas pretensiones. De aquí sale el disco más maduro de la banda "Baladas pa un sordo", donde se incluye "Marihuana", tema por el que serán conocidos en toda la geografía nacional y será, probablemente, su mayor éxito. De este modo, comienzan sus andanzas por festivales de la península y consiguen unas ventas de 20.000 ejemplares. Todo idílico para sacar a la venta, en 1998, su sexto disco "Rocanrol".
En el año 2000 publican "Clásicos", un disco de versiones de sus grupos favoritos de los años 80, un bonito homenaje a grupos como Obús, Leño o Los Suaves por los que se vieron influidos.
Su octavo disco, "Hortaleza", fue lanzado en 2001 y su título es un nuevo guiño al distrito madrileño del que proceden. Cabe destacar el tema Y Aún Arde Madrid que es un sentido homenaje a los Burning.
Coincidiendo con el vigésimo aniversario de la banda, en 2005 publican "Porretas", décimo trabajo donde se oxigena, quizá, el proceso creativo de una banda histórica en el rock estatal. Dos años antes habían lanzado su doble CD y DVD titulado "El directo", un punto y seguido donde repasan sus éxitos grabados donde más les gusta: en concierto, concretamente durante una actuación en la sala madrileña Divino Aqualung el 1 de marzo de 2003.
Durante 2007 se embarcan en la gira Ni Un Paso Atrás en la que comparten cartel con los grupos Reincidentes, Boikot y Sonora que les lleva a actuar en varias ciudades de España. En abril de 2008 terminan de grabar su undécimo disco, titulado "Once", en los estudios Sonoland de Coslada (Madrid), producido por Haritz Harreguy y publicado en septiembre por la plataforma Realidad Musical, tras desligarse de su anterior compañía discográfica. En diciembre de ese mismo año se edita el disco Ni un paso atrás (en directo), donde se incluyen cuatro canciones del grupo grabadas durante su actuación el 21 de septiembre de 2007 en las Fiestas del PCE en Madrid, en la última fecha de la gira del mismo nombre.
En mayo de 2009, el cantante y guitarrista Rober abandona temporalmente la formación por un problema de salud y es sustituido por Manolo Benítez, antiguo guitarrista de Los Enemigos. 
En noviembre de 2010 regresan al estudio de grabación para dar forma al disco "20 y serenos", con el que celebrarán su vigésimo aniversario y en el que varios cantantes interpretarán clásicos del repertorio del grupo de Hortaleza. El disco salió a la venta el 3 de mayo de 2011.
El 22 de julio de 2011 falleció Rober, vocalista y guitarrista de la banda, debido a un cáncer de cólon que le obligó a retirarse de los escenarios dos años atrás. Desde el fallecimiento de Rober, Pajarillo se encarga de poner la voz principal a las canciones, asumiendo así el papel de cantante principal de la banda.
El 26 de febrero de 2013, el grupo publica su decimotercer trabajo titulado "La vamos a liar!!". Es el primer disco de la banda grabado sin "Rober".
Dos años más tarde, y tras un proceso de constante creación, Porretas decide publicar "Al enemigo ni agua", el decimocuarto disco de su dilatada carrera. El trabajo vio la luz el 3 de febrero de 2015.
En febrero de 2017, vuelven a la carga con su decimoquinto álbum, titulado Clásicos II. En él, como ya hicieran en el año 2000, versionan temas clásicos del rock español.

## Componentes
Componentes actuales
- "Pajarillo" (Juan Carlos Díaz Mira): bajo y voz principal.
- "Bode" (José Manuel Cobela Cano): guitarra y voz.
- "Manolo" (Manuel Benítez Suárez): guitarra y coros.
- "Luis" (Luis Barrio Saavedra): batería.

Componentes antiguos
- "Rober" (Roberto Mira Pérez): voz y guitarra. (Fallecido el 22 de julio de 2011 debido a un cáncer de colon).

## Discografía
Álbumes oficiales
- Que se vayan hacer puñetas (1991)
- Si nos dejáis (1992)
- Última generación (1993)
- No tenemos solución (1995)
- Baladas pa un sordo (1997)
- Rocanrol (1998)
- Clásicos (2000)
- Hortaleza (2002)
- El directo (2003)
- Porretas (2005)
- Once (2008)
- 20 y serenos (2011)
- La vamos a liar!! (2013)
- Al enemigo ni agua (2015)
- Clásicos II (2017)

Otros álbumes
- 12 botellines y 5 tercios (Recopilatorio no oficial) (2003)
- Ni un paso atrás (en directo) con Reincidentes, Boikot y Sonora (2008)

Colaboraciones en otros discos
- Rosendo - "Borrachuzos" (Agradecidos...Rosendo, 1997)
- Parabellum - "Descontrol" (Tributo a Parabellum, 2006)
- Debruces - "Una y nos vamos" (Con trastes, 2011)
- Oferta Especial - "Alkorgol"  (Otra vuelta de tuerka, 2013)
- Benito Kamelas - "Una noche en diciembre (Birras)" (Cañas y Barras, 1999)
- Fe de Ratas - "Aún Puedo Esperar" (I Want You - En la democracia de mi ombligo, 2006)
- Desastre - "África" (Callejón Desastre, 2009)